# Château de Chenal
Pour les articles homonymes, voir Chenal.
Le château de Chenal ou tour Chenal, est un château valdôtain situé dans le hameau du même nom, à quelques kilomètres du chef-lieu (hameau Berriat) de la commune de Montjovet.

## Historique
Le château de Chenal se trouve sur le site archéologique de Chenal, qui conserve de nombreuses inscriptions rupestres, pierres à cupulle préhistoriques et croix probablement de l'époque médiévale.

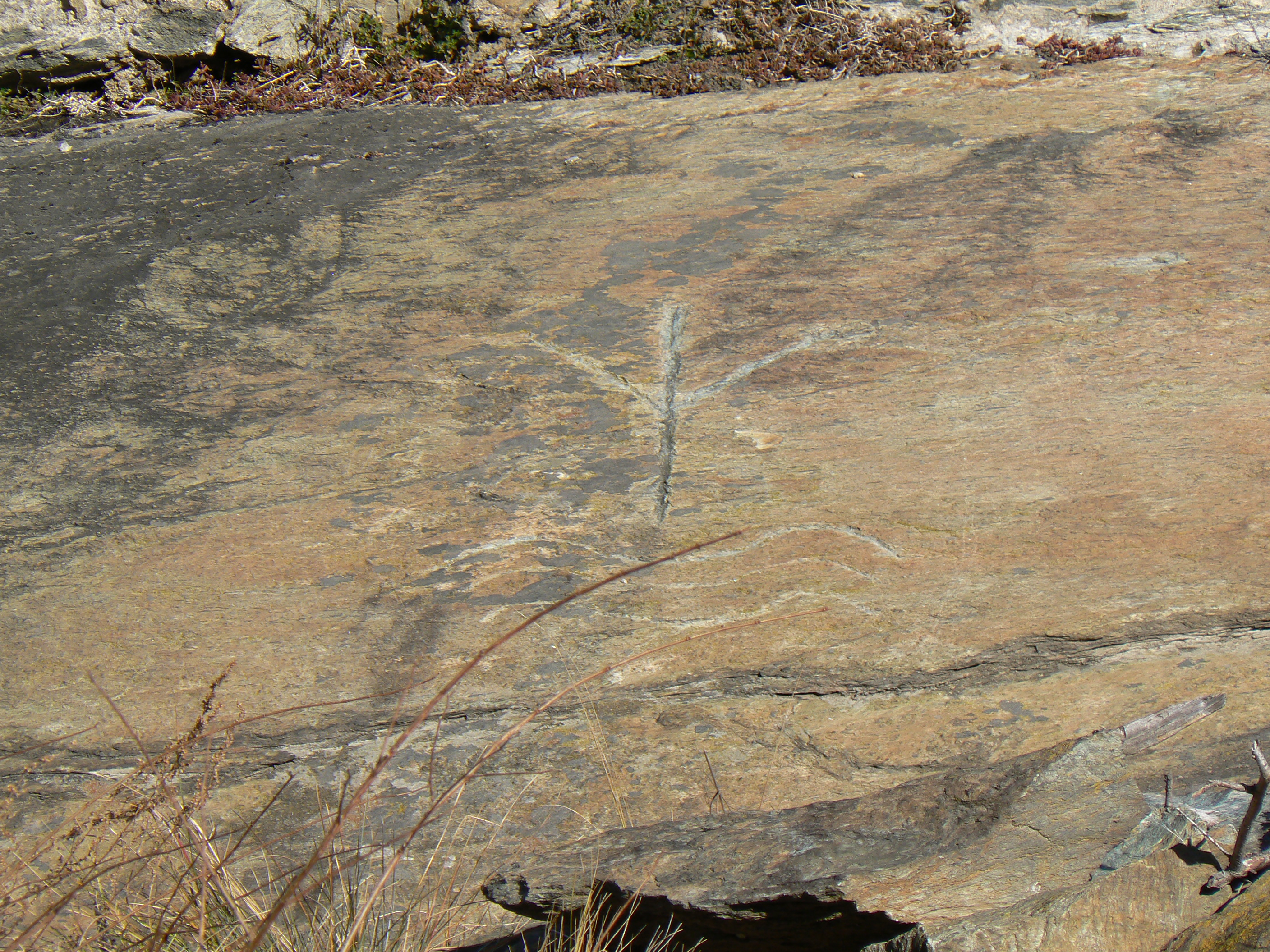
Inscriptions rupestres dans l'enceinte de murailles du château

Le château est construit vers le milieu du XIIIe siècle par la famille des seigneurs de Chenal issu de celle de Montjovet. Il est inclus dans la dot d'Alexie, fille unique de Philippe de Montjovet, dernier seigneur de Chenal, qui l'apporte en 1261 à son mari le vicomte d'Aoste Ébal Ier le Grand de la maison de Challant.
Bâti stratégiquement sur un pic au-dessus d'une faille verticale, sur un rocher ondulé en serpentinite, et en contact visuel avec le château voisin de Saint-Germain, qui était son annexe, il fut essentiellement un poste de contrôle militaire pendant a période médiévale En 1438 le comte François de Challant vend le château au comte Amédée VIII de Savoie. Actuellement le château appartient à l'État et il est en ruines après des siècles d'oubli.

## Architecture

Plan du château établi par Carlo Nigra

Le château est construit en pierre: partiellement en  serpentinite, pierre locale mais mal adaptée à la réalisation d'ouvrages de ce type du fait de sa faible résistance, de sa facilité d'écaillage et de rupture sous charge mais aussi en partie en avec du granit du Mont Blanc, excellent matériau de construction qui provient de rochers transportés par la vallée glacière de la Doire Baltée,  utilisé en particulier pour renforcer des structures telles que les angles ou les arcs d'entrée sous sa forme naturelle ou à peine dégrossie.
Ce qui reste de l'édifice présente un plan quadrangulaire avec une muraille externe endommagée. La partie la plus importante de l'ensemble est constituée par les restes d'une tour carrée de sept mètres de côté qui avait la fonction de tour de guet sur la vallée en dessous du château qui abritait la voie principale d'accès de la région 0 l'intérieur des murs sont enfin conservés les traces de quelques bâtiments de service.